# 간 (괘)
간(艮)은 팔괘의 하나이다. 점괘의 형태는 이며, 첫효·제2효는 음, 제3효는 양으로 구성된다. 또는 육십사괘의 하나이며, 간위산. 간하간상으로 구성된다. 방위로서는 동북쪽각이 되어, 축과 인의 사이인 것부터 북동은 「축인」이라고도 읽혀지고 성씨에도 이용되고 있다.

## 괘상
산·지·구·수·소남·상속·관절·골격·절도 등을 상징한다. 방위로서는 동북(지지에서는 축과 인의 사이)를 나타낸다. 급격하게 어두운 곳으로부터 밝아지는 시간대(1시부터 5시까지)이므로 정지·재출발·이음매의 의미도 있다.
납갑에서는 병, 오행의 불, 오방의 남쪽이 맞힌다.

## 선천도
복희선천 팔괘에서의 순서는 7이며, 방위는 사우괘의 하나로 서북에 배치된다. 음양 소식은 2음에서 음이 극히 만고 점괘의 일보직전이다.